# جمهورية بولندا الاشتراكية السوفيتية الشرقية

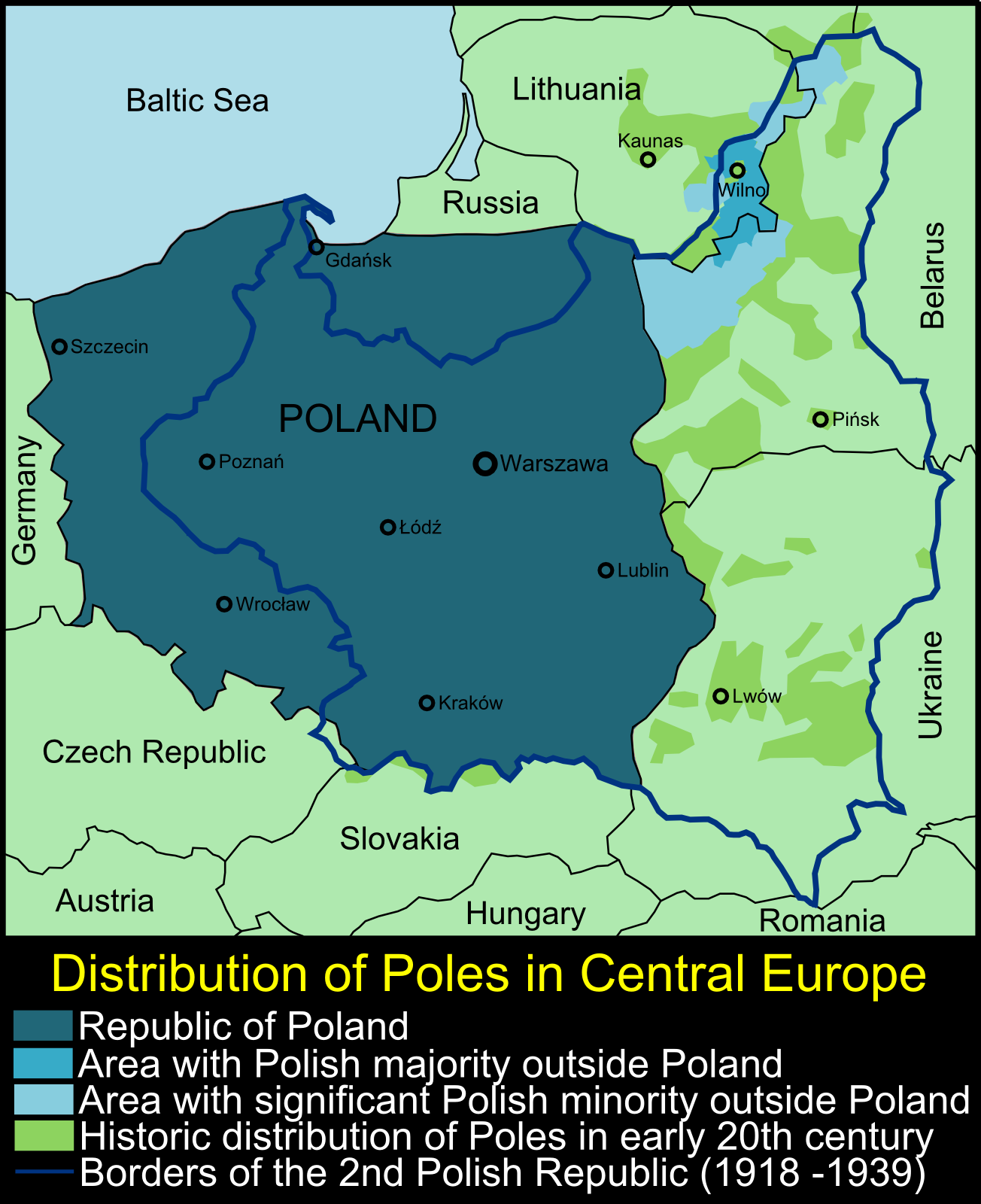
جمهورية بولندا الاشتراكية

جمهورية بولندا الاشتراكية السوفيتية الشرقية، المعروفة أيضًا باسم جمهورية بولندا الشرقية، كان اقتراحًا يدعو لتأسيس جمهورية تنضم إلى الاتحاد السوفيتي من جزء من أراضي جمهورية ليتوانيا الاشتراكية السوفيتية وجمهورية بيلاروس الاشتراكية السوفيتية. جرى التخطيط لأن تشمل أراضيها المنطقة التي تضم غالبية السكان البولنديين، بما في ذلك منطقة فيلنيوس (مع أو بدون مدينة فيلنيوس) والمنطقة المحيطة بمدينة غرودنو. ظهرت الفكرة في أوائل عام 1990، أثناء تفكك الاتحاد السوفيتي.

## التاريخ
ظهرت الفكرة في أوائل عام 1990، عقب اعتماد قانون إعادة تأسيس دولة ليتوانيا في 11 مارس 1990، والذي أعلنت فيه جمهورية ليتوانيا الاشتراكية السوفيتية الاستقلال عن الاتحاد السوفيتي. اقترح نشطاء الأقلية البولندية في ليتوانيا، خشيةً من تهميش الأقلية وليتوانيا، إنشاء مناطق بولندية ذاتية الحكم سيتم توحيدها في النهاية في الجمهورية السوفيتية. لم يتم تحديد الحدود الدقيقة للمنطقة، ومع ذلك، فقد اقترح أنها ستشمل المنطقة التي تضم غالبية السكان البولنديين في منطقة فيلنيوس (مع أو بدون مدينة فيلنيوس) في ليتوانيا والمنطقة المحيطة بمدينة غرودنو في بيلاروسيا.
هذه الفكرة أيدها حزب حقوق الإنسان البولندي ومقره فيلنيوس، بقيادة يان سيتشانوفيتش. ناقش شيتشانوفيتش الاقتراح مع ميخائيل غورباتشوف، زعيم الاتحاد السوفيتي. لا تزال نتائج هذه المحادثة غير معروفة، ومع ذلك، كان غورباتشوف مهتمًا بإضعاف حكومة ليتوانيا، وأرسلها إلى فويتشخ ياروزلسكي، رئيس بولندا، الذي قيل إنه دعم الاقتراح أيضًا.
لم يؤيد أي من الأحزاب السياسية الرئيسية ولا المنظمات في بولندا الفكرة علنًا. لقد اعترضت منظمة حركة التضامن ووسائل الإعلام البولندية الدولية على هذا الاقتراح. أنهت التطورات التالية في ليتوانيا، والتي أدت في النهاية إلى استقلالها الكامل في عام 1991، أي محادثات حول اقتراح بولندا الاشتراكية السوفيتية الشرقية.
إلى جانب فكرة بولندا الاشتراكية السوفيتية الشرقية، كانت هناك أيضًا المنطقة الإقليمية الوطنية البولندية التي نصبت نفسها بنفسها، والتي كانت تعمل كمنطقة بولندية ذاتية الحكم في ليتوانيا من عام 1990 إلى عام 1991.

## اقتباسات